# Има Кейтель
Има Кейтель (манипури Ima Keithel, буквально «рынок матерей»), также известный как Nupi Keithel (женский рынок) или Khwairamband Keithel — рынок, расположенный в центре города Импхал в индийском штате Манипур. Это единственный рынок в мире, которым полностью управляют женщины. Внутри рынка мужчинам запрещено быть продавцами и владеть магазинами. Правительство Манипура объявило, что покарает тех мужчин, чьи магазины будут обнаружены на рынке.
Этот торговый центр — популярная туристическая достопримечательность штата Манипур. Он был основан в XVI веке и в 2020-е годы на нём обосновалось около 5000-6000 продавщиц с разнообразными товарами. На рынке доступны такие продукты, как овощи, фрукты, текстиль, игрушки, рыба, специи и посуда. Это крупнейший женский рынок в Азии.

## История
Рынок был основан в XVI веке после введения трудовой системы «лаллуп-каба» в 1533 году н. э. Лаллуп-каба — система принудительного труда в королевстве Манипур, в рамках которой от мужчин из народа манипури требовалось работать в отдалённых землях или служить в армии. В результате этой системы женщинам приходилось содержать свои семьи, обрабатывая поля или занимаясь ткачеством, а затем продавать продукцию на импровизированных рынках. Импровизированные рынки привели к формированию организованного Има Кейтель, который был основным постоянным рынком в Манипуре до XX века.
В 1891 году британская колониальная администрация попыталась провести в княжестве Манипур экономическую и политическую реформу, что нарушило функционирование рынка. Реформы включали крупномасштабную конфискацию и экспорт продовольствия из Манипура без учёта местных потребностей, что приводило к голоду во времена маутама. Это привело к волнениям среди женщин рынка, в ответ на что британцы попытались распродать активы и недвижимость Има Кейтель иностранцам и внешним покупателям. Это, среди прочих причин, привело к Нупи Лан, одной из «женских войн».
После обретения независимости рынок вновь обрёл известность как торговый центр и центр общественно-политических дискуссий. В 2010 году рынок был перенесён в комплекс Khawairamband Bazaar, построенный муниципальной корпорацией Импхала. Комплекс был повреждён в результате землетрясения в Импхале в 2016 году, что повлияло на жизнь около 800 торговок.

## Рынок

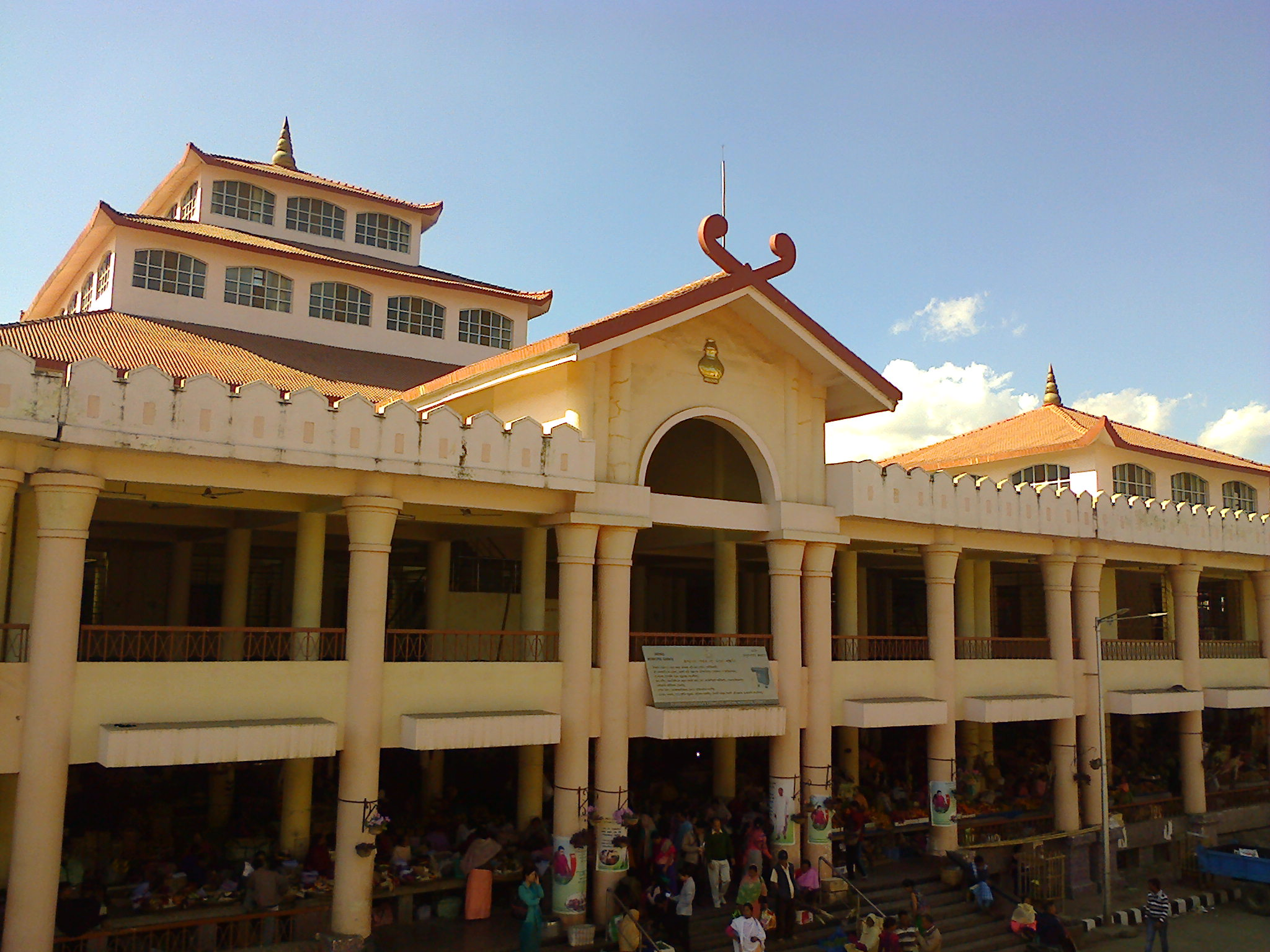

Има Кейтель расположен в комплексе Khawairamband Bazaar, реконструированном на месте Пурана Базар в центре Импхала. Он расположен к западу от форта Кангла и на дороге Бир-Тикендраджит в районе Тангал-Базар. Комплекс состоит из трёх больших зданий с крышами в стиле пагоды. Рынок разделён на две части по сторонам дороги (что исторически было связано с клановой системой), два здания расположены к северу от неё и одно к югу. Леймарел Шидаби Има или Пурана Базар — старейшее и крупнейшее строение комплекса, а Эмойну Има Кейтел или Лакшми Базар — самое небольшое, оба расположены к северу от главной дороги. На Phouoibi Ima Keithel, или Новом рынке (в южном здании), в основном торгуют изделиями ручной работы, особенно традиционной одеждой мейтей, включающей различные фанеки, сари и инафи. Здания разделены на секции, где продаются текстильные изделия, и секции, где продаются продукты питания и товары для дома. К востоку от главных зданий есть секция прилавков рынка жестяных и брезентовых изделий. За установку торговых палаток в основных зданиях рынка взимается ежегодная муниципальная пошлина. Плата за 16 квадратных футов (1,4864486400000 м2) составляла на момент строительства в 2010 году 140 000 рупий в год. Для продавщиц с прилавками действует система лицензирования. На рынке ежедневно находится около 5000-6000 продавщиц. По состоянию на 2017 год продавщицы на рынке получают годовую прибыль в размере от 73 000 до 200 000 рупий. Годовой оборот рынка оценивался в 40-50 кроров рупий.

## Управление
Рынком управляет профсоюз всех торговок рынка. Сохранился обычай, согласно которому открывать торговые палатки разрешается только тем женщинам, которые хотя бы раз были замужем. Среди продавщиц есть разведённые и овдовевшие во время мятежа в Манипуре. Чтобы иметь возможность торговать на рынке, новой торговке необходимо получить рекомендацию от продавщицы, уходящей на пенсию. Продавщицам в основном 45-70 лет. Профсоюз также управляет кредитной системой для предоставления займов женщинам-трейдерам.
На 2023 год руководительницами Khwairamband Ima Keithel Joint Coordinating Committee for Peace являются Има Мема Лайшрам и Има Ибейайма, а Асем Нирмала — генеральный секретарь Khwairamband Ima Keithel Lukmai Sellup.

## Отзывы
Министр иностранных дел Индии Субраманьям  Джайшанкар назвал рынок «прекрасным примером того, как нари шакти (женская сила) способствует экономическому росту».
В феврале 2023 года Има Кейтель посетили делегаты B20 форума G20; один из делегатов планировал рассказать об этом чудесном рынке миру.